# Frank Dehne
Frank Dehne (* 14. Februar 1976 in Berlin) ist ein ehemaliger deutscher Volleyball-Nationalspieler.

## Karriere
Frank Dehne war 293-facher deutscher Nationalspieler, nur René Hecht und Jochen Schöps absolvierten mehr Länderspiele. Frank Dehne begann seine Volleyball-Laufbahn 1985 beim kleinen Berliner Verein SG Rupenhorn. 1994 kam er zum Bundesligisten Post Telekom Berlin. 1997 wechselte er innerhalb der Hauptstadt zum Lokalrivalen SCC Berlin. Im gleichen Jahr wurde er in die A-Nationalmannschaft berufen, mit der er bei der EM in den Niederlanden teilnahm. Mit dem SC gewann Dehne 2000 den DVV-Pokal und wurde 2003 deutscher Meister. Bei der EM in Deutschland erlebte er seine dritte Europameisterschaft nach 1997 und 2001. Anschließend ging er ins Ausland. Nach einer Saison beim französischen Verein Rennes Etudiants Club Volley wechselte er zu Lube Macerata. Mit den Italienern gewann er 2005 den CEV-Pokal. Anschließend spielte er beim Aufsteiger Codyeco St. Croce, konnte aber nicht verhindern, dass sein Verein direkt wieder absteigen musste. Bei der WM 2006 in Japan lief es für Dehne deutlich besser; am Ende reichte es zum neunten Rang. Anschließend kam er in Vibo Valentia kaum zum Einsatz. Nach dem Abstieg des Clubs und einem kurzen Gastspiel in Coriglano verließ Dehne Italien und ging zum polnischen Verein PZU AZS Olsztyn. Mit der Nationalmannschaft belegte er bei der EM 2007 in Russland den fünften Platz und bei den Olympischen Spielen in Peking im August 2008 den neunten Platz. Nach dem olympischen Turnier spielte er zunächst wieder in Italien bei Marmi Lanza Verona und 2009/10 in der Türkei bei Galatasaray Istanbul.